# Бернелл, Чарльз
Чарльз Десборо Бернелл (англ. Charles Desborough Burnell; 13 января 1876, Бекенхэм, Большой Лондон — 3 октября 1969, Blewbury, Оксфордшир) — британский гребец, чемпион летних Олимпийских игр 1908 года.
На Играх 1908 года в Лондоне Бернелл входил в первый экипаж восьмёрок Великобритании. Его команда, обыграв Венгрию, Канаду и Бельгию, стала лучшей и выиграла золотые медали.
Сын Чарльза Дики Бернелл также стал гребцом и через 40 лет после отца выиграл золото лондонской Олимпиады 1948 года в двойках парных вместе с Бертом Бушнеллом.